# Cmentarz żydowski w Kłodawie
Cmentarz żydowski w Kłodawie – kirkut został założony w XIX wieku. Mieścił się przy ul. Łęczyckiej. Kirkut został zniszczony przez nazistów w czasie II wojny światowej. W pracowni historycznej Zespołu Szkół nr 2 w Kłodawie znajdują się znalezione na terenie miasta części żydowskich macew z tego kirkutu. Zostały one zewidencjonowane w Muzeum Okręgowym w Koninie. Obecnie nie ma śladu po istniejącej nekropolii.